# Capcir
Pour le domaine skiable, voir Capcir (station).
Le Capcir est une région naturelle des Pyrénées-Orientales, en France, dont la capitale historique est Formiguères. Il fut rattaché à la France par le traité des Pyrénées. Son territoire correspond approximativement à la très haute vallée de l'Aude.

## Toponymie
Jusqu'en 1296, le Capcir actuel est désigné comme País de la Muntanya d'Auda.
Le mot Capcir est mentionné pour la première fois en 820 sous la forme bas-latine in Capt cervio. Dès 1087, il est mentionné sous la forme actuelle : montana que vocatur Capcir (« montagne appelée Capcir »). Ce nom désigne à l'époque la chaîne de montagnes située entre Formiguères et Quérigut. Capt provient du latin Caput, qui signifie « tête » et désignait dans ce cas le sommet d'une montagne. Cervio est plus problématique. Plusieurs hypothèses sont proposées : 
- Cervius, « cerf », correspond à la mention de 820, mais cette forme n'est pas reprise plus tard, il pourrait s'agir d'une erreur ou d'une latinisation faite par le scribe ;
- Cercius, « du nord-ouest », adjectif fréquent au Moyen Âge. Cependant, cette étymologie ne correspond guère aux déformations phonétiques habituelles : elle aurait dû aboutir au maintien du son [s]. De plus, les montagnes désignées dans les textes ne se trouvent pas au nord-ouest ;
- Cirrus, qui désignerait un sommet touffu, couvert de feuillages ;
- Capitariu, « proche du sommet ».

## Géographie

### Situation
Le Capcir forme un plateau commençant au sud au col de la Quillane, qui le sépare de la vallée de la Têt, et est borné au nord par les limites des départements de l'Ariège et de l'Aude. Contrairement à ce que l'on pense parfois, La Llagonne n'est pas en Capcir mais en Haut-Conflent, de même que Mont-Louis (la Cerdagne ne commence qu'au col de la Perche).

### Topographie

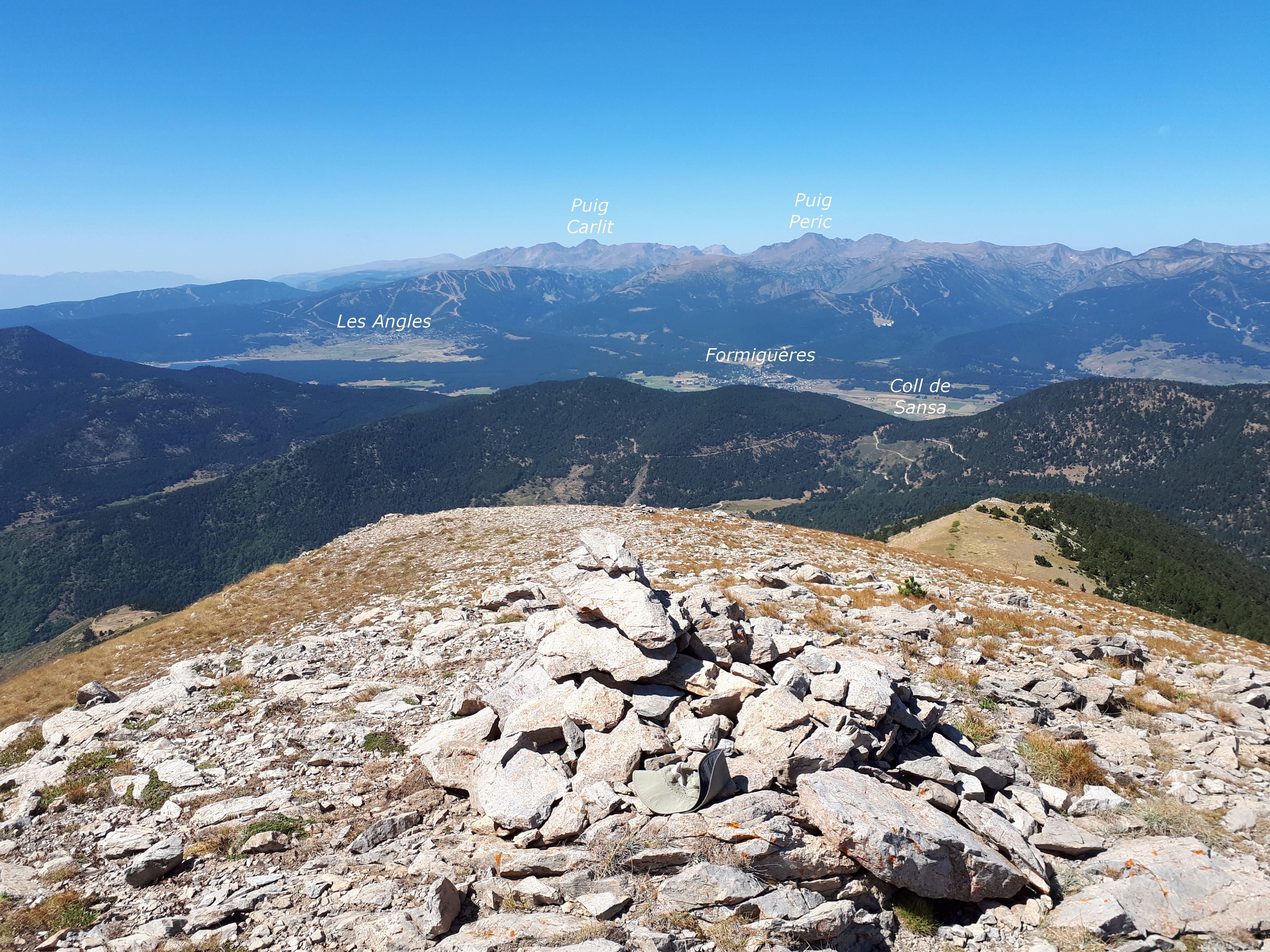
Vue depuis Puig de la Pelada sur le Capcir et le massif du Carlit.

Son altitude s'étage entre 1 300 et 1 700 mètres avec une moyenne à 1 500 mètres, ce qui en fait le plateau le plus élevé des Pyrénées. Il permet de relier la haute vallée de l'Aude à la Cerdagne, haute plaine franco-espagnole.
Le Capcir est situé dans un bassin géologique d'âge néogène (probablement moins de 10 millions d'années),.

### Hydrographie

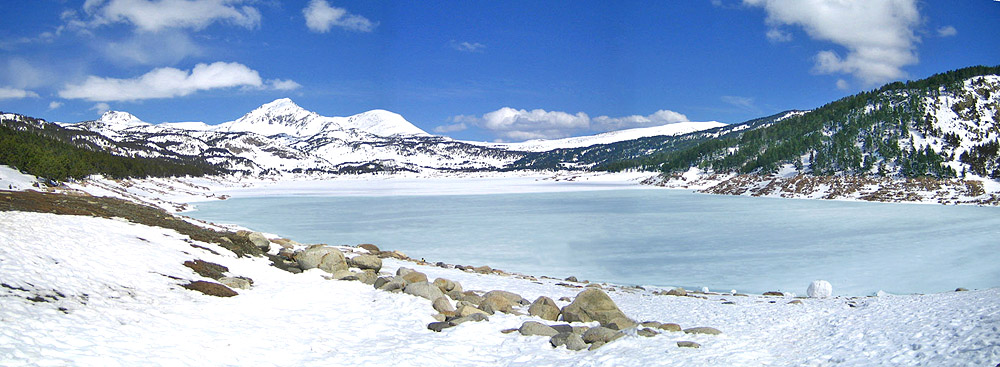
Le lac des Bouillouses.
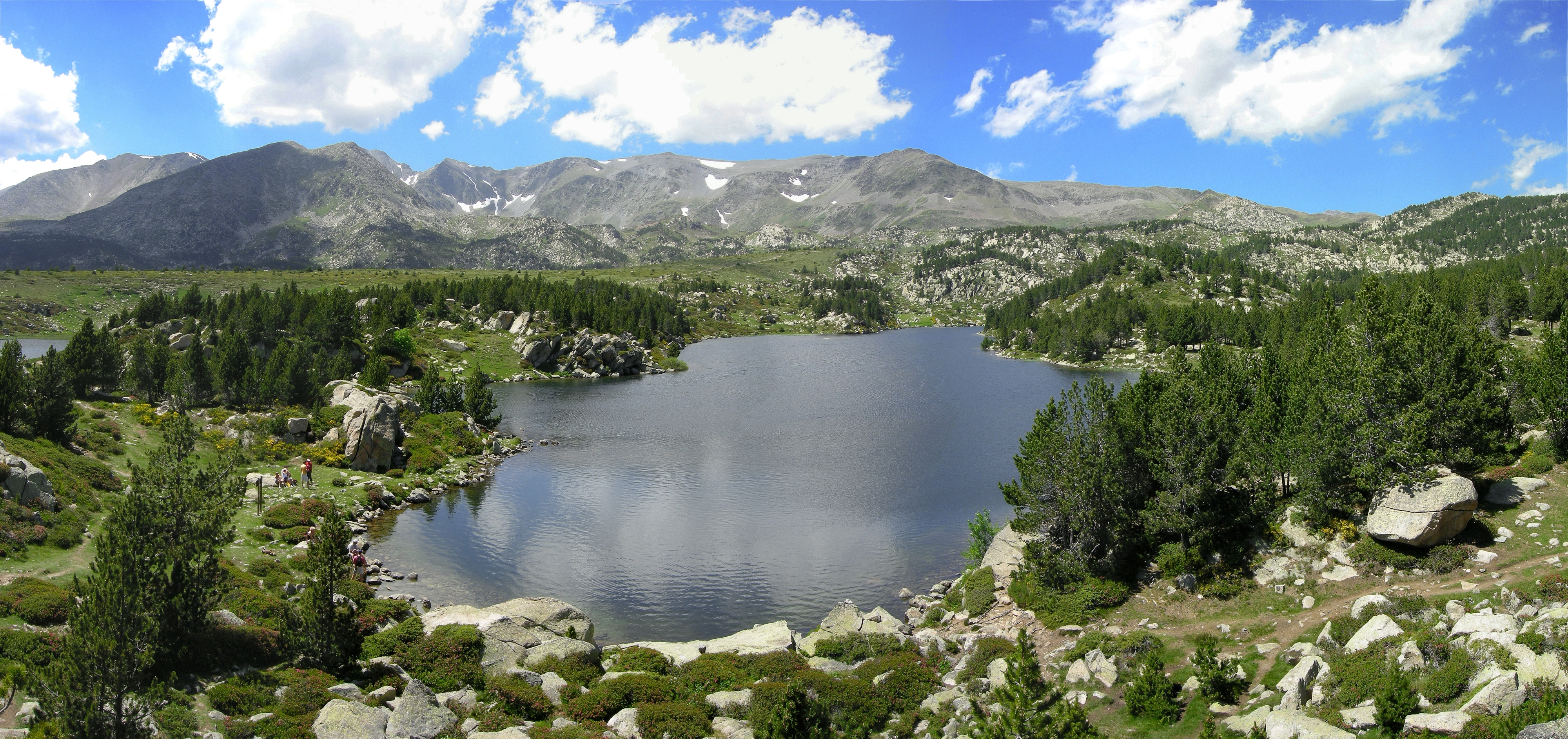
Le lac de la Coumasse.
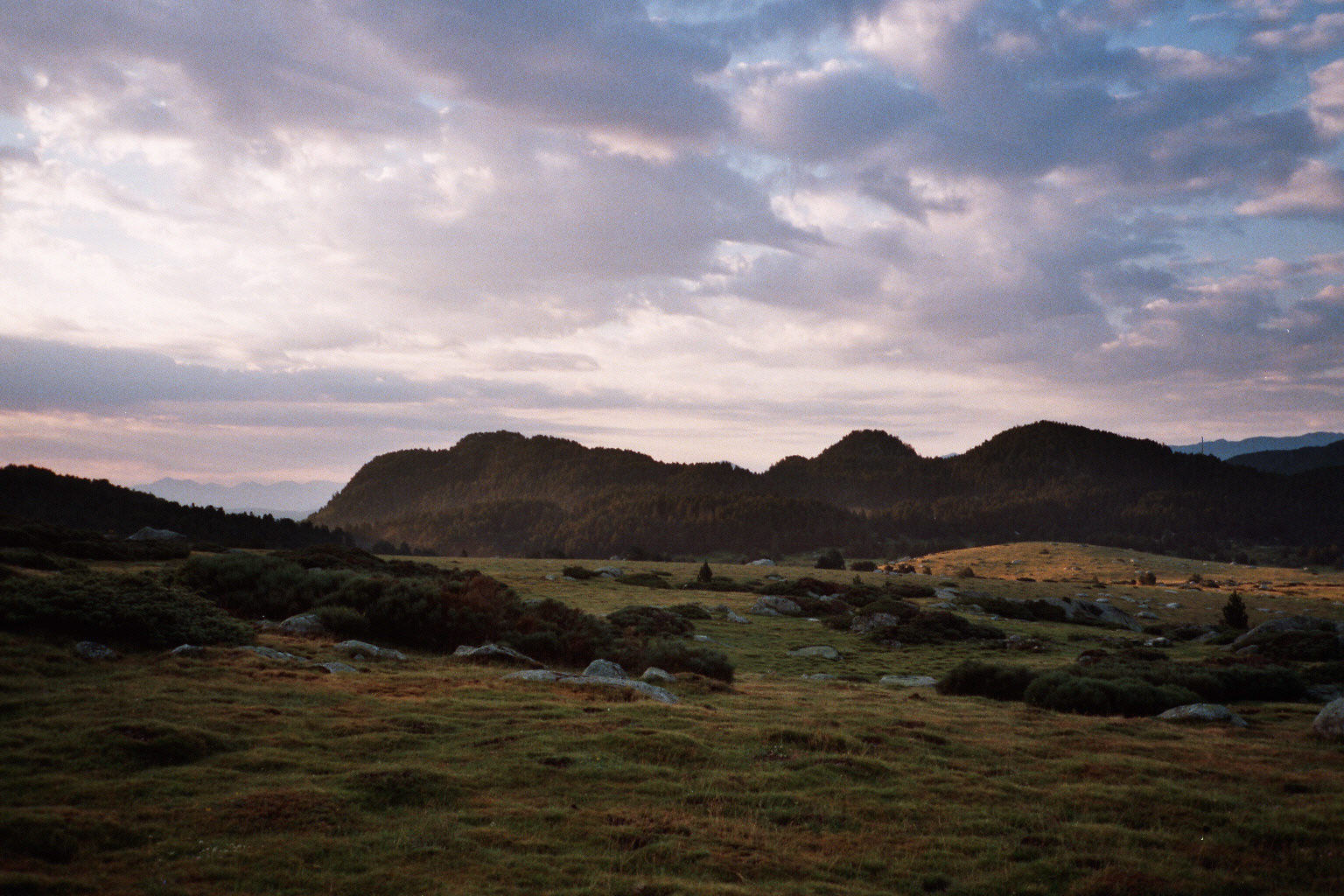
Vue du lac des Bouillouses.
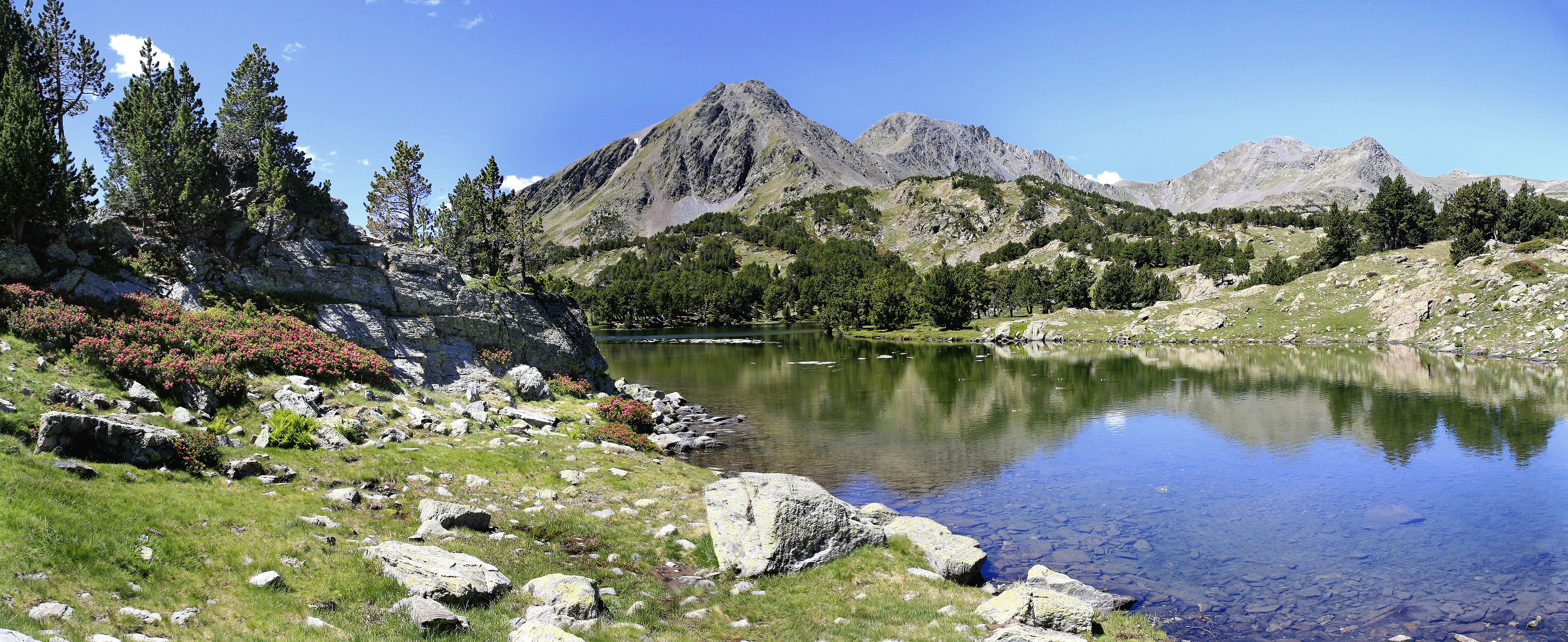
Vue sur l'un des lacs de Camporells.

### Climat
Le Capcir a deux surnoms : la petite Sibérie ou le petit Canada. Cela donne une idée du climat qui peut y sévir parfois l'hiver[Lequel ?].

### Faune et flore

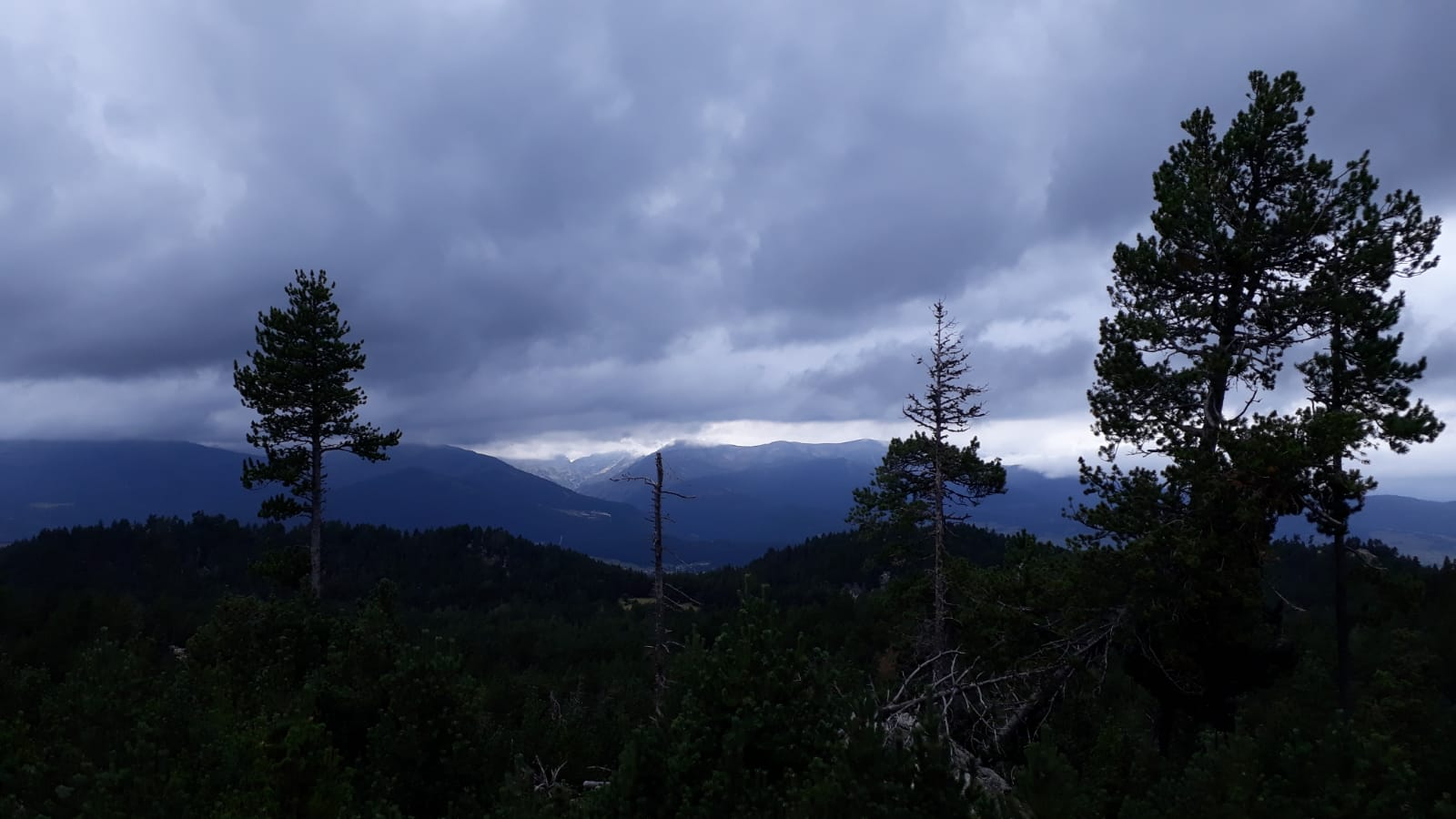
Forêt de pins à crochets, caractéristique des Pyrénées orientales, sous temps orageux à 2000 m d'altitude.

Le nom de petite Sibérie paraît particulièrement approprié du fait que le Capcir est une des régions les plus froides de France. Il représente l'un des derniers refuges en Europe occidentale d'une plante boréo-arctique : la Ligulaire de Sibérie (Ligularia sibirica).

### Géographie humaine

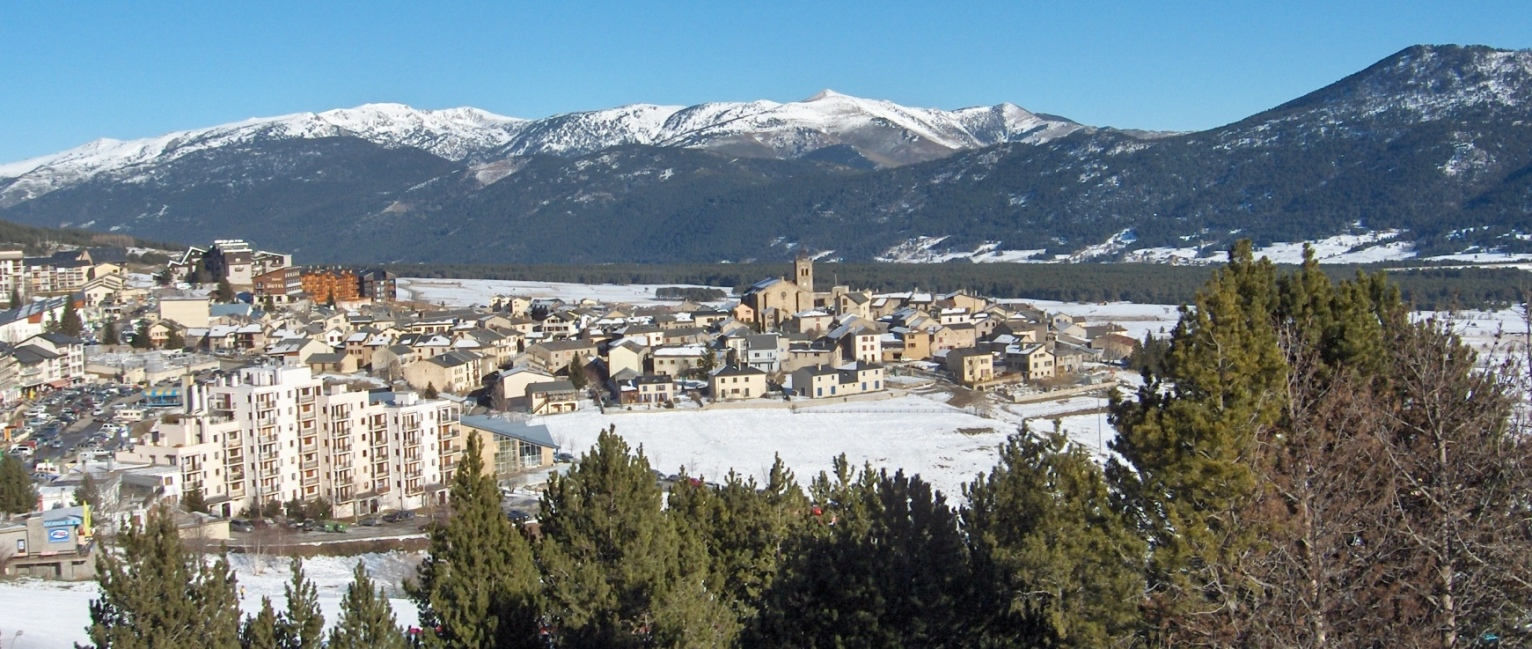
Vue des Angles.

Le Capcir fait partie du département français des Pyrénées-Orientales. Il est constitué de sept communes : Les Angles, Fontrabiouse, Formiguères, Matemale, Puyvalador et Réal. Ses habitants portent le nom de Capcinois.

## Histoire

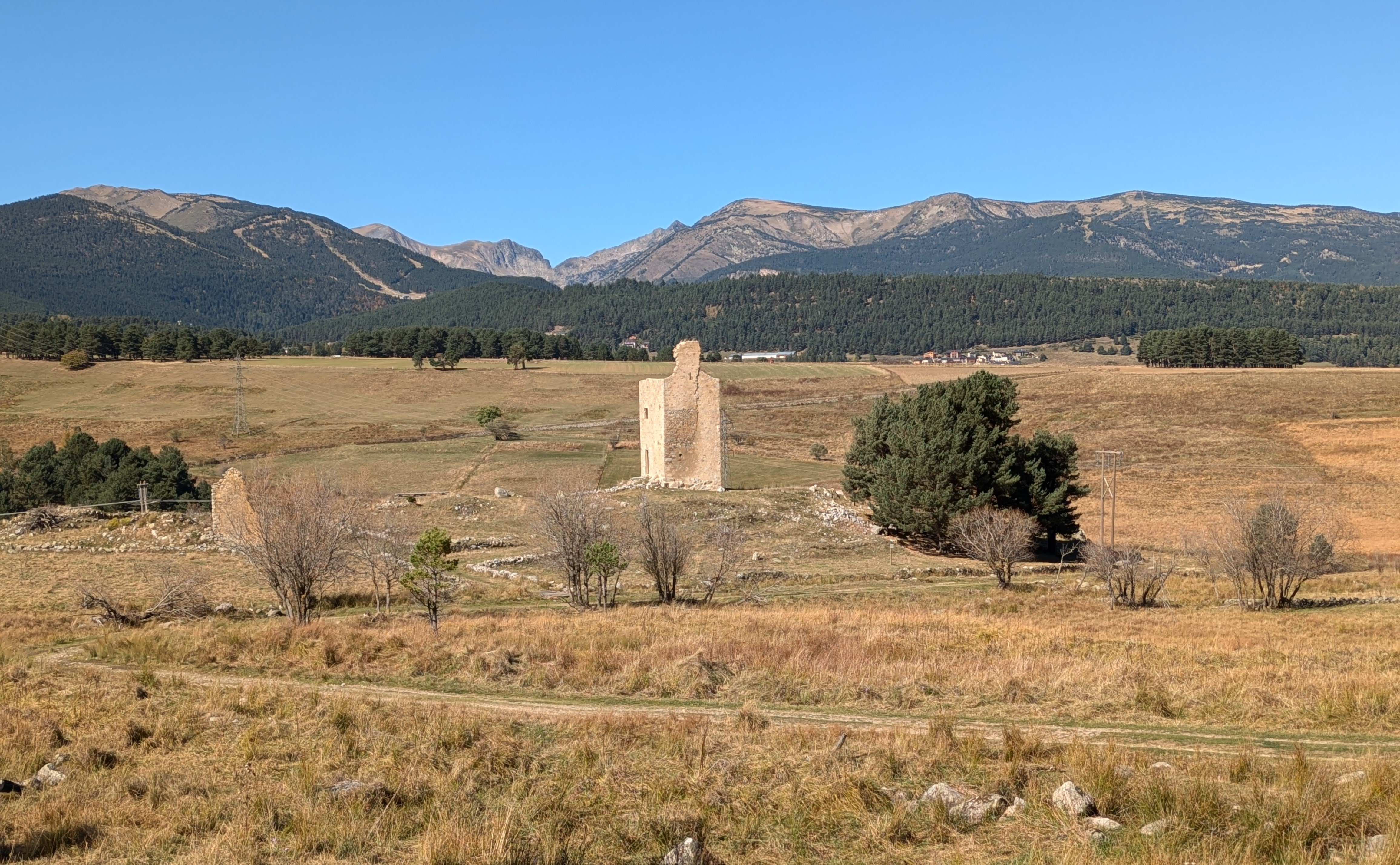
Le hameau abandonné de (Matemale) et la tour de Creu restaurée. À l'ouest, au loin, est visible la portella d'Orlu (Fontrabiouse).

Le Capcir dépend au Moyen Âge du comté de Razès, au même titre que les territoires voisins au nord, le Donezan et le Fenouillèdes. Ces territoires dépendent à partir du IXe siècle des comtes de Cerdagne puis au XIIe siècle des comtes de Besalú et enfin de Barcelone.
En 1790, le Capcir forme un canton ayant Formiguères pour chef-lieu.
Le XXe siècle est marqué par les grands aménagements de la vallée de l'Aude. Deux barrages hydrauliques sont bâtis, donnant naissance aux lacs de Puyvalador et de Matemale. Le lac des Bouillouses est également créé sur la Têt.
Quelques autres villages disparaissent : Vallserra, Creu, Galba.
Réal, Odeillo, Villeneuve deviennent administrativement de simples hameaux.
La route des Angles est remise à l'ordre du jour, tandis que celle d'Olette au départ de Formiguères ne prend plus en charge le trafic vers la plaine du Roussillon : la Route nationale 116 passant à Mont-Louis s'en charge.

## Activités
Cet ancien canton, longtemps rural, s'est considérablement développé depuis une quarantaine d'années en raison de son attrait touristique, avec la présence de quatre stations de sports d'hiver, qui en font un haut lieu du ski nordique.